# Campionato italiano femminile di hockey su ghiaccio 2009-2010
Il Campionato italiano femminile di hockey su ghiaccio 2009-10 ha visto aumentato il numero delle squadre partecipanti da tre a cinque.

## Squadre partecipanti
Due le squadre confermate dalla stagione precedente, le campionesse in carica dell'HC Agordo e le vicecampionesse dell'EV Bozen 84. Il posto dell'All Stars Piemonte è stato di fatto preso della sezione femminile del Real Torino HC, formatasi nel settembre 2009. Altre due nuove iscritte sono l'HC Appiano Lakers, iscritta per la prima volta dopo un anno dalla creazione, e la sezione femminile dell'Asiago Hockey AS.
| Agordo - Campione in carica | EV Bozen Eagles |
| Lakers                      | Real Torino F.  |
| Asiago femminile            |                 |

## Formula
Anche la formula cambiò: un doppio girone di andata e ritorno, seguito dai play-off per le prime quattro classificate.

## Regular season

### Primo girone
| Squadre           | Agordo            | Appiano           | Asiago            | EV Bozen Eagles   | Real Torino       |
| ----------------- | ----------------- | ----------------- | ----------------- | ----------------- | ----------------- |
| HC Agordo         |                   | 14:0 (29/11/2009) | 13:0 (31/01/2010) | 5:0 (28/11/2009)  | 8:3 (19/12/2009)  |
| HC Appiano Lakers | 5:11 (25/10/2009) |                   | 6:0 (21/11/2009)  | 0:5 (08/11/2009)  | 1:8 (06/02/2010)  |
| Asiago Hockey AS  | 1:19 (24/10/2009) | 1:16 (18/10/2009) |                   | 0:21 (13/12/2009) | 0:15 (16/01/2010) |
| EV Bozen Eagles   | 6:1 (10/11/2009)  | 6:0 (08/12/2009)  | 26:0 (15/11/2009) |                   | 1:0 (24/10/2009)  |
| Real Torino       | 5:0 (09/01/2010)  | 2:1 (12/12/2009)  | 9:0 (13/02/2010)  | 4:1 (20/02/2010)  |                   |

### Secondo girone
| Squadre           | Agordo            | Appiano           | Asiago            | EV Bozen Eagles   | Real Torino      |
| ----------------- | ----------------- | ----------------- | ----------------- | ----------------- | ---------------- |
| HC Agordo         |                   | 12:1 (17/01/2010) | 20:0 (04/02/2010) | 5:1 (13/02/2010)  | 5:3 (20/12/2009) |
| HC Appiano Lakers | 1:8 (27/12/2009)  |                   | 13:0 (10/01/2010) | 1:8 (02/01/2010)  | 3:5 (07/02/2010) |
| Asiago Hockey AS  | 1:15 (08/12/2009) | 1:12 (20/12/2009) |                   | 0:12 (07/02/2010) | 0:5 (17/01/2010) |
| EV Bozen Eagles   | 3:3 (29/12/2009)  | 1:1 (31/01/2010)  | 20:0 (06/01/2010) |                   | 2:0 (25/10/2009) |
| Real Torino       | 5:0 (10/01/2010)  | 7:0 (13/12/2009)  | 12:0 (14/02/2010) | 1:1 (21/02/2010)  |                  |

### Classifica
|    |                 |       |    |    |   |    |     |     |
|    | Teams           | Punti | PG | V  | N | P  | GF  | GS  |
| 1. | Agordo          | 25    | 16 | 12 | 1 | 3  | 139 | 35  |
| 2. | EV Bozen Eagles | 23    | 16 | 10 | 3 | 2  | 114 | 21  |
| 3. | Real Torino F.  | 23    | 16 | 11 | 1 | 4  | 84  | 23  |
| 4. | Lakers          | 9     | 16 | 4  | 1 | 11 | 61  | 89  |
| 5. | Asiago          | 0     | 16 | 0  | 0 | 16 | 4   | 234 |

L'HC Agordo vince la stagione regolare. L'EV Bozen Eagles è secondo in virtù degli scontri diretti contro il Real Torino HC (2 vittorie per le bolzanine, una per le torinesi ed un pareggio).

## Play-off
|  | Semifinali | Semifinali     | Semifinali | Semifinali | Semifinali |  |  | Finale | Finale   | Finale | Finale | Finale |  |
|  |            |                |            |            |            |  |  |        |          |        |        |        |  |
|  | 1          | Agordo         | Agordo     | 5          | 3          |  |  |        |          |        |        |        |  |
|  | 4          | Lakers         | Lakers     | 1          | 1          |  |  | 1      | Agordo   | 4      | 5      | 2      |  |
|  | 2          | EV Bozen       | 2†         | 1          | 4          |  |  | 2      | EV Bozen | 1      | 6      | 4      |  |
|  | 3          | Real Torino F. | 1          | 3          | 3          |  |  |        |          |        |        |        |  |

†: partita terminata ai tempi supplementari
‡: partita terminata ai tiri di rigore

### Semifinali
Le semifinali si sono svolte con serie al meglio delle tre gare, con la prima e l'eventuale terza partita in casa della squadra meglio classificata al termine della stagione regolare, il 28 febbraio, il 7 marzo ed il 14 marzo 2010

#### Gara 1
| Arbitro: | Fabrizio Detoni |

| |           |                 |
| 0:21 E. Dalprà (F. Zandegiacomo) 20:40 E. Dalprà (M. Friz) 41:32 E. Dalprà (L. De Rocco) 43:04 M. Xaix (F. Zandegiacomo) 52:00 L. De Rocco (N. Caldart) | Marcatori | 38:01 T. Larger |

| Arbitro: | Luigi Prando |

|                                 |           |                   |
| 4:25 D. Da Rugna 61:14 W. Caser | Marcatori | 18:05 V. Galliana |

#### Gara 2
| Arbitro: | Patrick Gruber |

|                                             |           |                                                             |
| 25:53 C. Theiner (V. Rigott, D. Prossliner) | Marcatori | 2:14 E. Dalprà 5:37 E. Dalprà (A. De Biasi) 41:42 E. Dalprà |

| Arbitro: | Francesco Coccioli |

| |           |                                       |
| 3:25 D. Orifici (M. Di Giovanni, C. Saletta) 44:44 D. Orifici (M. Gili, C. Saletta) 57:57 A. De la Forest (V. Galliana, E. Ballardini) | Marcatori | 34:07 M. Angeloni (S. Gius, S. Hofer) |

#### Gara 3
| Arbitro: | Mirjam Gruber |

| |           |                                                                   |
| 12:09 D. Da Rugna (R. Fiorese) 17:41 B. Larger (S. Gius) 22:40 B. Larger 25:42 B. Larger (E. Bazzanella) | Marcatori | 49:24 C. Saletta 54:23 M. Di Giovanni (D. Orifici) 59:24 V. Ricca |

### Finale

#### Gara 1
| Alleghe 21 marzo 2010 | Agordo    | 4 – 1 (1:0; 2:0; 1:1) referto | EV Bozen | Stadio Alvise De Toni |
| \| \| \| \| \| 9:29 E. Dalprà 29:57 A. Tartaglione (E. Dalprà) 37:55 C. Vallazza 45:15 S. Viel (F. Zandegiacomo) \| Marcatori \| 49:13 B. Larger (W. Kaser) \| |           |                               |          |                       |
| |           |                               |          |                       |
| 9:29 E. Dalprà 29:57 A. Tartaglione (E. Dalprà) 37:55 C. Vallazza 45:15 S. Viel (F. Zandegiacomo)                                                              | Marcatori | 49:13 B. Larger (W. Kaser)    |          |                       |

#### Gara 2
| Bolzano 28 marzo 2010 | EV Bozen  | 6 – 5 (1:2; 4:3; 1:0) referto | Agordo | Palaghiaccio Sill |
| \| \| \| \| \| 5:22 W. Kaser (M. Angeloni) 24:04 D. Da Rugna (M. Farinella, R. Fiorese) 24:25 M. Angeloni (R. Fiorese, W. Kaser) 34:12 S. Hofer 37:39 M. Angeloni (W. Kaser, R. Fiorese) 43:34 B. Larger (W. Kaser) \| Marcatori \| 13:35 F. Angeloni (M. Xaiz) 17:53 E. Dalprà (M. Xaiz) 21:39 S. Toffano (E. Dalprà) 27:56 S. Viel (M. Friz, S. Toffano) 34:30 S. Toffano (A. Tartaglione, M. Xaiz) \| |           | |        |                   |
| |           | |        |                   |
| 5:22 W. Kaser (M. Angeloni) 24:04 D. Da Rugna (M. Farinella, R. Fiorese) 24:25 M. Angeloni (R. Fiorese, W. Kaser) 34:12 S. Hofer 37:39 M. Angeloni (W. Kaser, R. Fiorese) 43:34 B. Larger (W. Kaser) | Marcatori | 13:35 F. Angeloni (M. Xaiz) 17:53 E. Dalprà (M. Xaiz) 21:39 S. Toffano (E. Dalprà) 27:56 S. Viel (M. Friz, S. Toffano) 34:30 S. Toffano (A. Tartaglione, M. Xaiz) |        |                   |

#### Gara 3
| Alleghe 31 marzo 2010, ore 19.00 | Agordo    | 2 – 4 (0:1; 1:2; 1:1) referto                                                      | EV Bozen | Stadio Alvise De Toni |
| \| \| \| \| \| 28:04 S. Viel 42:15 N. Caldart \| Marcatori \| 04:05 D. Da Rugna 29:40 B. Larger (M. Angeloni) 30:17 B. Larger 53:12 M. Farinella \| |           |                                                                                    |          |                       |
| |           |                                                                                    |          |                       |
| 28:04 S. Viel 42:15 N. Caldart | Marcatori | 04:05 D. Da Rugna 29:40 B. Larger (M. Angeloni) 30:17 B. Larger 53:12 M. Farinella |          |                       |

L'EV Bozen 84 Eagles vince per la prima volta lo scudetto, l'ottava considerando anche i successi delle Eagles Bolzano di cui sono eredi.